# Mohamed Sadeq al-Sadr
Grande Aiatolá Mohammad Sadeq al-Sadr (Árabe: محمد محمّد صادق الصدر; Muḥammad Ṣādiq aṣ-Ṣadr), (23 de março de 1943 – 19 de fevereiro de 1999), frequentemente referido pelo nome de seu pai, Muhammad Sadiq as-Sadr, foi um proeminente clérigo xiita do Iraque.
Sua família considera-se Sayyid, termo que se utiliza entre os xiitas para designar os descendentes diretos de Maomé.
Foi assassinado na cidade iraquiana de Najaf, durante o regime de Saddam Hussein.